# Amphoe Nakhon Luang
Amphoe Nakhon Luang (Thai: อำเภอ นครหลวง, Aussprache: ʔāmpʰɤ̄ː náʔkʰɔ̄ːn lǔaŋ) ist ein Landkreis (Amphoe – Verwaltungs-Distrikt) im Nordosten der Provinz Ayutthaya („Provinz Phra Nakhon Si Ayutthaya“). Die Provinz Ayutthaya liegt in der Zentralregion von Thailand.

## Geographie
Benachbarte Distrikte (von Norden im Uhrzeigersinn): Amphoe Don Phut der Provinz Saraburi sowie die Amphoe Tha Ruea, Phachi, Uthai, Phra Nakhon Si Ayutthaya und Bang Pahan der Provinz Ayutthaya.

## Geschichte
Amphoe Nakhon Luang war früher Teil des Amphoe Nakhon Luang Noi, der heute Bang Pahan heißt. Er wurde als selbstständiger „Landkreis“ im Jahr 1895 eingerichtet. 1903 wurde das Verwaltungsgebäude in den Unterbezirk Nakhon Luang verlegt, der Bezirk wurde gleichzeitig von Nakhon Klang in Nakhon Luang umbenannt.

## Verwaltung

### Provinzverwaltung
Der Landkreis Nakhon Luang ist in zwölf Tambon („Unterbezirke“ oder „Gemeinden“) eingeteilt, die sich weiter in 74 Muban („Dörfer“) unterteilen.
| Nr.  | Name           | Thai     | Muban | Einw. |
| ---- | -------------- | -------- | ----- | ----- |
| 01.  | Nakhon Luang   | นครหลวง  | 09    | 4.692 |
| 02.  | Tha Chang      | ท่าช้าง    | 08    | 4.568 |
| 03.  | Bo Phong       | บ่อโพง    | 07    | 5.244 |
| 04.  | Ban Chung      | บ้านชุ้ง    | 07    | 3.648 |
| 05.  | Pak Chan       | ปากจั่น    | 06    | 3.392 |
| 06.  | Bang Rakam     | บางระกำ  | 06    | 3.059 |
| 07.  | Bang Phra Khru | บางพระครู | 04    | 2.226 |
| 08.  | Mae La         | แม่ลา     | 06    | 1.986 |
| 09.  | Nong Pling     | หนองปลิง  | 05    | 2.142 |
| 010. | Khlong Sakae   | คลองสะแก | 05    | 2.240 |
| 011. | Sam Thai       | สามไถ    | 04    | 1.288 |
| 012. | Phra Non       | พระนอน   | 07    | 2.107 |

### Lokalverwaltung
Es gibt zwei Kommunen mit „Kleinstadt“-Status (Thesaban Tambon) im Landkreis:
- Nakhon Luang (Thai: เทศบาลตำบลนครหลวง) bestehend aus dem kompletten Tambon Nakhon Luang und den Teilen der Tambon Bang Rakam, Bang Phra Khru.
- Aranyik (Thai: เทศบาลตำบลอรัญญิก) bestehend aus den kompletten Tambon Tha Chang, Sam Thai, Phra Non.

Außerdem gibt es sechs „Tambon-Verwaltungsorganisationen“ (องค์การบริหารส่วนตำบล – Tambon Administrative Organizations, TAO)
- Bo Phong (Thai: องค์การบริหารส่วนตำบลบ่อโพง) bestehend aus dem kompletten Tambon Bo Phong.
- Ban Chung (Thai: องค์การบริหารส่วนตำบลบ้านชุ้ง) bestehend aus dem kompletten Tambon Ban Chung.
- Pak Chan (Thai: องค์การบริหารส่วนตำบลปากจั่น) bestehend aus dem kompletten Tambon Pak Chan.
- Mae La (Thai: องค์การบริหารส่วนตำบลแม่ลา) bestehend aus dem kompletten Tambon Mae La und den Teilen der Tambon Bang Rakam, Bang Phra Khru.
- Nong Pling (Thai: องค์การบริหารส่วนตำบลหนองปลิง) bestehend aus dem kompletten Tambon Nong Pling.
- Khlong Sakae (Thai: องค์การบริหารส่วนตำบลคลองสะแก) bestehend aus dem kompletten Tambon Khlong Sakae.